# Phyllotis osilae
Phyllotis osilae és una espècie de mamífer rosegador de la família dels cricètids. Viu a altituds d'entre 2.300 i 4.000 msnm a l'Argentina, Bolívia i el Perú. Es tracta d'un animal crepuscular. Els seus hàbitats naturals són els herbassars i les zones rocoses dels Andes. És una espècie en risc mínim, és a dir, no sembla que hi hagi cap amenaça significativa per a la seva supervivència.